# Platzl (München)

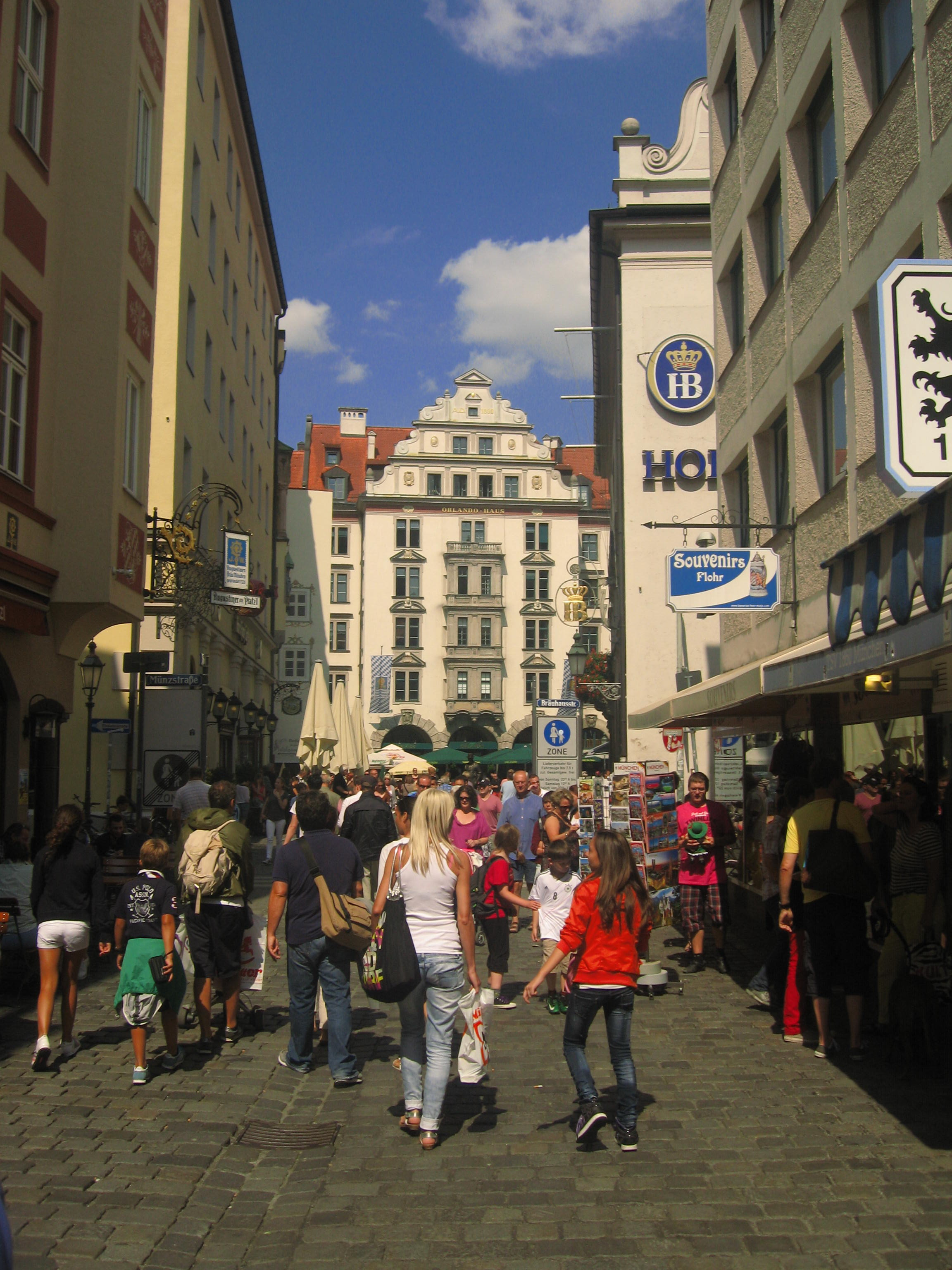
Strada Platzl

Platzl reprezintă o stradă din München aflată la nord-est de Marienplatz, precum și fostul teatru situat în acest loc.

## Stradă și clădiri
Numele străzii Platzl datează cel puțin de la 1780. El desemna strada extinsă până la intersecția în nord cu Orlandostraße. Cea mai faimoasă clădire din Platzl este Hofbräuhaus. În imediata vecinătate se află și alte localuri precum Südtiroler Stuben al lui Alfons Schuhbeck, Platzl Hotel și un local  Hard Rock Cafe.

### Teatrul din Platzl
Teatrul din Platzl a oferit din 1901 și până la închiderea sa în anul 1999 o scenă pentru cântăreții de muzică folk. Directorii din istoria de 98 de ani a teatrului au fost artiști binecunoscuți ca Weiß Ferdl, Michl Lang și apoi Ludwig Schmid-Wildy.

### Fraternități
Începând din secolul al XIX-lea își aveau reședința acolo fraternitățile studențești. Acolo au funcționat Corps Bavaria, Corps Makaria, Corps Franconia, Corps Rheno-Palatia München, Corps Hercynia, Corps Vitruvia, Corps Cisaria precum și fraternitatea Rhenania. Astăzi, din fraternitățile enumerate mai sunt Corps Rheno-Palatia München și Hercynia plus Weinheimer Corps Vitruvia și Cisaria. Toate corpurile menționate sunt astăzi membre ale Münchner Seniorenconvents (MSC), iar Franconia und Bavaria s-au mutat la Bogenhausen și Makaria într-o casă proprie din Schwabing. Fraternitatea Rhenania a fuzionat cu fraternitatea Arminia formând fraternitatea Münchener Burschenschaft Arminia-Rhenania, iar acum își are sediul în Bogenhausen.